# 基督的身体
基督的身体是基督徒用来描述耶稣基督的神圣教会的术语。教会被視為基督的身体、而耶稣基督被看作“身体的头”，“身体的肢體”就是教会的成员。

## 天主教觀點
在天主教传统中，术语“基督的身体”主要是特指聖體聖事中分享的“圣体”。根据天主教教义，献祭仪式之后， 变质成为基督真正的身体和血。天主教教义认为原料不仅经过神经上的改变，而且更是在物质上的身体和血。
在天主教會，基督奧體一詞亦有用來形容教會。

在第二次梵蒂岡大公會議的教會憲章中將作為基督奧體的教會以及作為現實組織教會的描寫為「教會社團性的結構，為賦與生命的基督之神服務，使基督的身體增長。」使得基督奧體的意義不限於世俗的教會組織，而是包含了聖神的推動。

## 東正教觀點
在東正教的傳統中，神父拿麵包和酒水祭拜、象徵人把世界奉獻顯給上帝；上帝欣然接受祝福，便把自己奉獻給人，將自己的存在封印在麵包以及酒水中，使之“定義上”成為“聖體血”（按照教義的傳統、固體物質內有生命，是為“肉體”；液體物質內有生命，是為“血”）。

## 地方教會的觀點
在地方教会中，基督的身体被用于描述不同地方教会与神之间的同一性。基督被看作身体的头，而“身体的肢體”——信徒构成各个地方的教会。“身体的肢體”虽然可能看来不同，或执行不同的功用，但是他们全都服从一个头——基督的意志。例如，某个信徒有「申言（orator）」的恩赐，就被鼓励使用这个恩赐，担当神的用人。 如此信徒就成为“基督的身体”中尽其功用的肢體。
基督的身体，意指全体的基督徒群体，也被称为基督的新妇（the Bride of Christ），等待基督的回来。